# Olivier Jacque
Olivier Jacque, né le 29 août 1973 à Villerupt (Meurthe-et-Moselle), est un pilote de vitesse moto français, connu pour avoir été champion du monde dans la catégorie 250 cm3 en 2000.

## Biographie
Surnommé « OJ », il est connu pour son sens de l'attaque (la Jacque Attack). Les chutes seront ainsi fréquentes, ce qui lui occasionnera quelques graves blessures :
- fracture de la clavicule au Japon en 1997
- fracture de la cheville en 1998, l'empêchant de courir de nombreux grand prix.

Ce sens de l'attaque lui aussi permis de réaliser des dépassements souvent considérés comme impossibles.
Il commence sa carrière en 1993 en participant au championnat d'Europe 250 cm3. Dès sa deuxième saison, il termine vice-champion de la catégorie derrière son compatriote Régis Laconi. 
En 1995, Jacque intègre le Championnat du monde 250 cm3 avec l'équipe Tech3. En fin de saison, il est élu meilleur débutant de l'année.
En 1996, il remporte sa première victoire à Rio de Janeiro, performance qu'il réédite l'année suivante.
Après trois années compliquées dues à diverses blessures, il remporte le titre de champion du monde 250 cm3 sur Yamaha en 2000 devant son coéquipier de l'équipe française Tech 3 Shinya Nakano, le doublant sur la ligne d'arrivée lors du dernier grand prix de la saison.
L'année suivante, la structure passe à la catégorie reine. Après une première année d'apprentissage, l'année 2002 est de nouveau difficile : il court avec une 500cc à moteur deux temps contre les 1000cc à  quatre temps permises par la nouvelles réglementation et, en Allemagne, après avoir réalisé la pole, il est percuté par Alex Barros alors qu'il est en tête à deux tours de l'arrivée.
En 2002 il crée avec son père une équipe (team OJ) en championnat de France 125 cc. 
Après une nouvelle saison 2003 décevante, l'écurie Tech 3 décide de se passer de ses services et ne trouvant pas de guidon, il décide de se retirer.
En 2004, il a fait quelques essais pour l'écurie Moriwaki.
En 2005, il est contacté par Kawasaki pour remplacer Alex Hofmann pour les Grands Prix de Chine et de France. Lors du Grand Prix de Chine, il prouve qu'il n'a pas perdu son talent en terminant 2e de la course derrière Valentino Rossi sous un véritable déluge. Grâce à ce résultat inespéré, Olivier Jacque effectue plusieurs séances d'essais pour l'équipe japonaise et est un temps pressenti pour le poste de deuxième pilote pour la saison 2006. Kawasaki lui préfère cependant Randy De Puniet et relègue Jacque au poste de pilote d'essais.
En 2007, il est de retour en tant que pilote officiel MotoGP chez Kawasaki, aux côtés de Randy De Puniet. Il annonce son retrait et la fin de sa carrière de pilote avant le Grand Prix moto de Grande-Bretagne. En effet, le début de saison ne répond pas à ses attentes : sur 7 Grands Prix, il chute 3 fois, dont l'une à Istanbul qui l'empêche de disputer le Grand Prix suivant. Pour sa sécurité, et pour pouvoir favoriser les espoirs de résultats de son écurie, Jacque décide d'abandonner son rôle de pilote. Il reste toutefois au sein de l'écurie, reprenant son ancien rôle de responsable du développement de la Kawasaki pour les deux prochaines saisons.
Le numéro fétiche sous lequel il court est le 19.
Il a été fait chevalier de l'ordre du Mérite en 2002.
Olivier Jacque est également membre du club des Champions de la Paix, un collectif d'athlètes de haut niveau créé par Peace and Sport, organisation internationale basée à Monaco et œuvrant pour la construction d'une paix durable grâce au sport.

## Palmarès
- 1 titre de champion du monde  en 250 cm3 en 2000.
- 1 place de 3e en championnat du monde en 250 cm3 en 1996.
- 136 départs.
- 7 victoires (7 en 250 cm3).
- 15 deuxièmes places.
- 13 troisièmes places.
- 17 poles (1 en MotoGP / 16 en 250 cm3).
- 35 podiums (1 en MotoGP / 34 en 250 cm3).
- 9 meilleurs tours en course.

### Victoires en 250 cm3: 7
| Année | Lieu du Grand Prix                | Circuit                               | Ville                |
| ----- | --------------------------------- | ------------------------------------- | -------------------- |
| 1996  | Grand Prix moto de Rio de Janeiro | Autódromo Internacional Nelson Piquet | Rio de Janeiro       |
| 1997  | Grand Prix moto d'Autriche        | A1-Ring                               | Zeltweg              |
| 1997  | Grand Prix moto de Rio de Janeiro | Autódromo Internacional Nelson Piquet | Rio de Janeiro       |
| 1999  | Grand Prix moto d'Argentine       | Circuit Oscar Alfredo Galvez          | Buenos Aires         |
| 2000  | Grand Prix moto de Catalogne      | Circuit de Catalogne                  | Barcelone            |
| 2000  | Grand Prix moto d'Allemagne       | Sachsenring                           | Hohenstein-Ernstthal |
| 2000  | Grand Prix moto d'Australie       | Circuit de Phillip Island             | Phillip Island       |

## Carrière en Grand Prix

### Résultats détaillés
(Courses en gras indiquent la pole position ; courses en italique indiquent le tour le plus rapide en course)
| Année | Cat.    | Équipe        | Moto    | 1       | 2       | 3       | 4       | 5      | 6       | 7       | 8       | 9       | 10      | 11      | 12      | 13      | 14      | 15      | 16      | 17  | 18  | Points | Classement | Victoires |
| ----- | ------- | ------------- | ------- | ------- | ------- | ------- | ------- | ------ | ------- | ------- | ------- | ------- | ------- | ------- | ------- | ------- | ------- | ------- | ------- | --- | --- | ------ | ---------- | --------- |
| 1995  | 250 cm3 | Tech 3 Honda  | NSR250  | AUS Ab. | MAL 10  | JPN Ab. | ESP 12  | GER 11 | ITA 16  | NED Ab. | FRA 9   | GBR 4   | CZE 14  | RIO 7   | ARG 4   | EUR 9   |         |         |         |     |     | 66     | 10e        | 0         |
| 1996  | 250 cm3 | Tech 3 Honda  | NSR250  | MAL 4   | INA 8   | JPN 4   | ESP 7   | ITA 4  | FRA Ab. | NED Ab. | GER 2   | GBR 3   | AUT Ab. | CZE 2   | IMO 2   | CAT 2   | RIO 1   | AUS 3   |         |     |     | 193    | 3e         | 1         |
| 1997  | 250 cm3 | Tech 3 Honda  | NSR250  | MAL 3   | JPN     | ESP 7   | ITA 5   | AUT 1  | FRA Ab. | NED Ab. | IMO 2   | GER 2   | RIO 1   | GBR 4   | CZE 2   | CAT 6   | INA 3   | AUS 3   |         |     |     | 201    | 4e         | 2         |
| 1998  | 250 cm3 | Tech 3 Honda  | NSR250  | JPN 5   | MAL 3   | ESP 3   | ITA Ab. | FRA 4  | MAD Ab. | NED Ab. | GBR     | GER     | CZE Ab. | IMO 5   | CAT 4   | AUS 3   | ARG 3   |         |         |     |     | 112    | 5e         | 0         |
| 1999  | 250 cm3 | Tech 3 Yamaha | YZR250  | MAL 4   | JPN Ab. | ESP     | FRA     | ITA    | CAT     | NED     | GBR     | GER 8   | CZE 5   | IMO 3   | VAL Ab. | AUS 2   | RSA 3   | RIO 4   | ARG 1   |     |     | 122    | 7e         | 1         |
| 2000  | 250 cm3 | Tech 3 Yamaha | YZR250  | RSA 4   | MAL 2   | JPN 4   | ESP 4   | FRA 3  | ITA 2   | CAT 1   | NED 2   | GBR 2   | GER 1   | CZE 3   | POR 2   | VAL 2   | RIO Ab. | PAC 4   | AUS 1   |     |     | 279    | 1re        | 3         |
| 2001  | 500 cm3 | Tech 3 Yamaha | YZR500  | JPN Ab. | RSA 16  | ESP Ab. | FRA Ab. | ITA    | CAT 12  | NED 11  | GBR 9   | GER 6   | CZE 12  | POR 8   | VAL 5   | PAC Ab. | AUS 6   | MAL Ab. | RIO Ab. |     |     | 59     | 15e        | 0         |
| 2002  | MotoGP  | Tech 3 Yamaha | YZR500  | JPN Ab. | RSA 6   | ESP 11  | FRA Ab. | ITA 9  | CAT 9   | NED 14  | GBR 5   | GER Ab. | CZE 10  | POR Ab. | RIO 7   | PAC 7   |         |         |         |     |     | 81     | 10e        | 0         |
| 2002  | MotoGP  | Tech 3 Yamaha | YZR-M1  |         |         |         |         |        |         |         |         |         |         |         |         |         | MAL Ab. | AUS 8   | VAL 9   |     |     | 81     | 10e        | 0         |
| 2003  | MotoGP  | Tech 3 Yamaha | YZR-M1  | JPN 15  | RSA 10  | ESP 10  | FRA 4   | ITA 10 | CAT Ab. | NED 5   | GBR Ab. | GER 9   | CZE 11  | POR 13  | RIO Ab. | PAC 13  | MAL DNS | AUS 6   | VAL Ab. |     |     | 71     | 12e        | 0         |
| 2004  | MotoGP  | Moriwaki      | MD211VF | RSA     | ESP     | FRA     | ITA     | CAT    | NED     | RIO     | GER     | GBR     | CZE     | POR     | JPN 11  | QAT     | MAL     | AUS     | VAL Ab. |     |     | 5      | 24e        | 0         |
| 2005  | MotoGP  | Kawasaki      | ZX-RR   | ESP     | POR     | CHN 2   | FRA 11  | ITA    | CAT     | NED     | USA     | GBR     | GER Ab. | CZE     | JPN     | MAL Ab. | QAT     | AUS 16  | TUR 13  | VAL |     | 28     | 17e        | 0         |
| 2007  | MotoGP  | Kawasaki      | ZX-RR   | QAT 12  | ESP 18  | TUR Ab. | CHN     | FRA    | ITA 16  | CAT     | GBR     | NED     | GER     | USA     | CZE     | RSM     | POR     | JPN     | AUS     | MAL | VAL | 4      | 23e        | 0         |

Système d’attribution des points
| Position | 1er | 2e | 3e | 4e | 5e | 6e | 7e | 8e | 9e | 10e | 11e | 12e | 13e | 14e | 15e |
| Points   | 25  | 20 | 16 | 13 | 11 | 10 | 9  | 8  | 7  | 6   | 5   | 4   | 3   | 2   | 1   |

| Couleur | Résultat                     |
| ------- | ---------------------------- |
| Or      | Vainqueur                    |
| Argent  | 2e place                     |
| Bronze  | 3e place                     |
| Vert    | Terminé, dans les points     |
| Bleu    | Terminé, pas dans les points |
| Violet  | Abandon (Ab.) ou (Ret)       |
| Violet  | Non classé (NC)              |
| Rouge   | Pas qualifié (DNQ)           |
| Noir    | Disqualifié (DSQ)            |
| Blanc   | Pas au départ (DNS)          |
| Blanc   | Forfait (WD)                 |
| Blanc   | N'a pas participé (DNP)      |
| Blanc   | Blessé (INJ)                 |
| Blanc   | Exclu (EX)                   |
| Blanc   | Course annulée (C)           |

### Statistiques par catégorie
| Catégorie | Année          | 1er GP   | 1er Podium | 1re Victoire | Courses | Victoires | Podiums | Pole | M.tours¹ | Points | Titres |
| --------- | -------------- | -------- | ---------- | ------------ | ------- | --------- | ------- | ---- | -------- | ------ | ------ |
| 250 cm3   | 1995-2000      | AUS 1995 | GER 1996   | BRE 1996     | 80      | 7         | 34      | 16   | 9        | 973    | 1      |
| 500 cm3   | 2001           | JPN 2001 |            |              | 13      | 0         | 0       | 0    | 0        | 59     | 0      |
| MotoGP    | 2002-2005;2007 | JPN 2002 | CHI 2005   |              | 43      | 0         | 1       | 1    | 0        | 189    | 0      |
| Total     | 1995-2005;2007 |          |            |              | 136     | 7         | 35      | 17   | 9        | 1 221  | 1      |